# Oleg Gennadijewitsch Grebnew
Oleg Gennadijewitsch Grebnew (russisch Олег Геннадьевич Гребнев, * 4. Februar 1968 in Wolgograd) ist ein ehemaliger russischer Handballspieler und seit 2012 Präsident des russischen Handballvereins GK Kaustik Wolgograd.

## Sportliche Karriere
Der 2,06 m große und 110 kg schwere Grebnew begann mit dem Handballspiel in seiner Heimatstadt Wolgograd. Während seiner Armeezeit spielte der Kreisläufer für den Klub der Streitkräfte CSKA Moskau, mit dem er 1987 sowjetischer Meister wurde sowie den Europapokal der Pokalsieger 1986/87 und den Europapokal der Landesmeister 1987/88 gewann. Ab 1988 spielte er für Kaustik Wolgograd. Im Februar 1996 verpflichtete ihn der deutsche Bundesligist HSV Düsseldorf für den Abstiegskampf. 1998 wechselte er in die spanische Liga ASOBAL zu BM Ciudad Real. Mit den Königlichen gewann er den Europapokal der Pokalsieger 2001/02. Nach vier Jahren ging er zum ungarischen Verein Dunaferr SE. Im März 2003 kehrte er noch einmal für einige Monate nach Spanien zu BM Gáldar zurück.
Oleg Grebnew debütierte in der Sowjetischen Nationalmannschaft im Jahr 1988. Mit der Junioren-Auswahl wurde er 1989 Junioren-Weltmeister. Bei der Studentenweltmeisterschaft 1991 gewann er ebenfalls den Titel. Bei den Olympischen Spielen 1992 wurde er mit dem Vereinten Team Olympiasieger. Mit der Russischen Nationalmannschaft wurde er bei den Weltmeisterschaften 1993 und 1997 Weltmeister, 1999 Vize-Weltmeister. Bei der Europameisterschaft 1996 gewann er Gold, 1994 und 2000 Silber.

## Berufliche Karriere
Grebnew ging in Wolgograd zur Schule. 1985 schrieb er sich am Staatlichen Institut für Körperkultur ein. Von 1986 bis 1988 diente er in der Sowjetischen Armee. Anschließend studierte er am Polytechnischen Institut in Wolgograd, wo er 1993 sein Studium mit Auszeichnung abschloss.

## Auszeichnungen
Im Jahr 1993 erhielt er den Orden der Völkerfreundschaft. Für den Olympiasieg erhielt er die Auszeichnung Verdienter Meister des Sports der UdSSR.